# Паппас, Эммануил

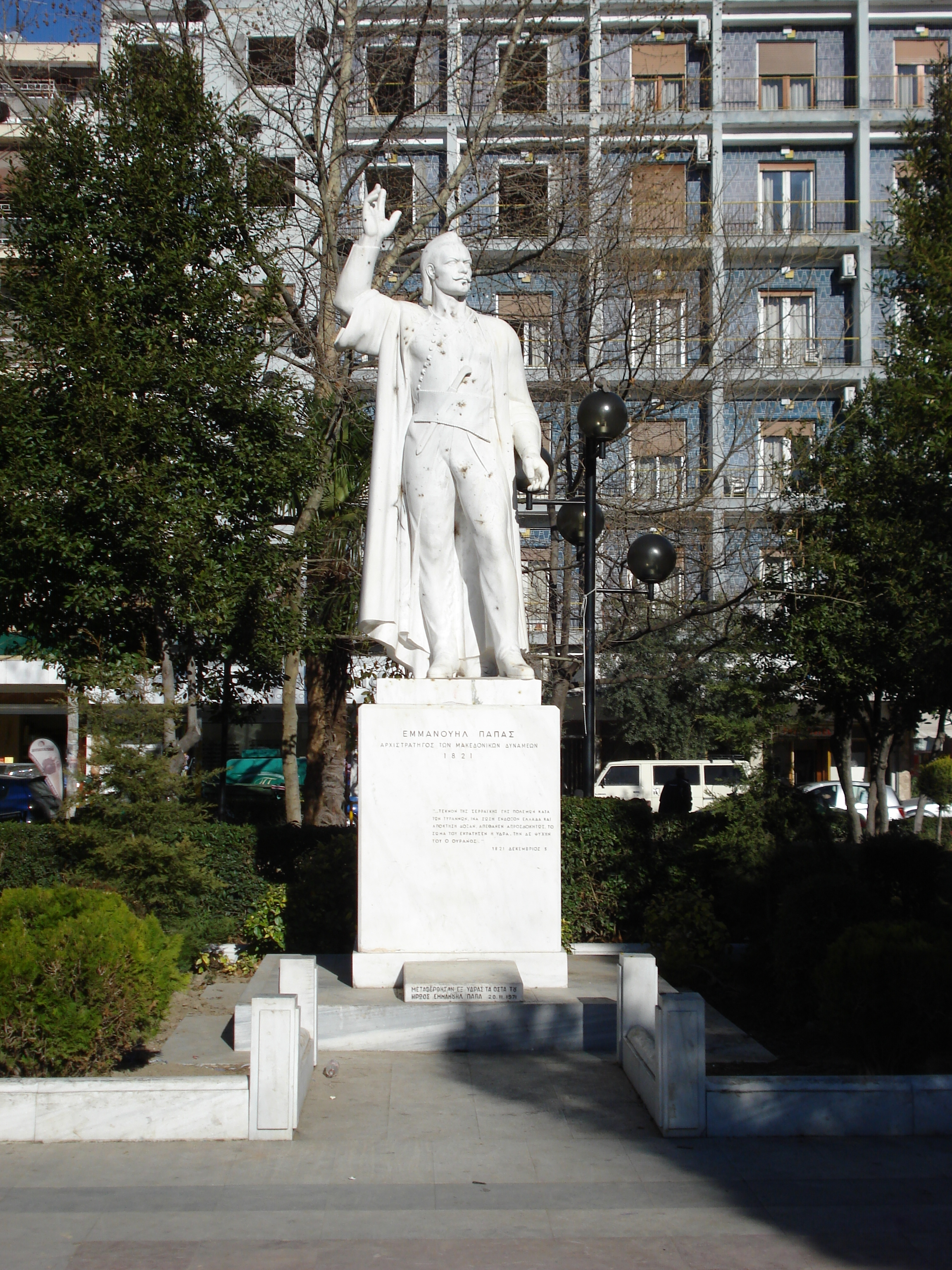
Статуя Эммануила Паппаса в Серре, Греция.

Эммануил Паппас (греч. Εμμανουήλ Παππάς; 1772 — 1821) — греческий революционер, видный член революционного общества Филики Этерия, вождь Греческой революции 1821 года в регионах Восточная и Центральная Македония, одна из наиболее героических фигур революции.

## Биография
Паппас родился в 1772 году селе Довиста, Серре (ном), которое сегодня носит его имя, в семье священника, но преуспел в коммерции и банковском деле не только в Македонии. Также открыл коммерческие пункты в Константинополе, Вене и Будапеште. Начав свою коммерческую деятельность с лавки своего старшего брата, Паппас к 1814 году нажил себе состояние в 300 тысяч талеров, став кредитором и турок, включая самого влиятельного турка в Македонии Измаил-бея. Смерть последнего в 1814 году и конфликт с его наследником Юсуф-беем, не желавшим платить долги, вынудили Паппаса в октябре 1817 года бежать в Константинополь.
В Константинополе, в возрасте 47 лет он был посвящён 21 декабря 1819 года в тайное революционное общество Филики Этерия, этеристом Константином Пападатосом и посвятил всю свою последующую деятельность подготовке революции, организации и финансировании повстанческой армии.

## Греческая революцияв Македонии
В конце февраля (по григорианскому календарю) 1821 года, Александр Ипсиланти с гетеристами перешёл реку Прут, подняв восстание в Молдавии и Валахии, после чего «апостолы» Этерии отправились в закреплённые за каждым греческие области поднимать восстание.
С началом военных действий в Придунайских княжествах, Паппас попытался скоординировать свои действия на востоке Македонии с действиями военачальника Каратассос, Анастасиос на западе (Западная Македония), но без особого успеха .
23 марта, по указанию Ипсиланти, Паппас тайно загрузил в Константинополе корабль с оружием и боеприпасам и высадился в монастыре Эсфигмен, Афон и 17 мая поднял восстание на полуострове Халкидики, возглавив 4 тысячи повстанцев без военного опыта, из которых 1 тысяча были монахами. Вскоре восстание охватило города Полигирос (Полийирос), Арнеа, Ормилия, Ситония и в регион сегодняшнего пригорода Салоник Каламария.
Паппас разбил свои силы на 2 части: первая, под его командованием, пошла на Аполлонию и Салоники, чтобы перехватить османские силы, идущие из Константинополя. Вторая часть, которую возглавил Капсас, Стаматиос, через Арнею и гору Холомондас вышла 2 июня в район Микра (сегодняшний аэропорт «Македония», Салоники). После начальных успехов, ему удалось освободить большую часть полуострова Халкидики и угрожать захватом Салоники, но отсутствие контакта с Каратассосом и близость Салоники, где располагались крупные османские силы, позволили османам выступить против него большими силами.
Капсас, не имея достаточных сил для взятия Салоник, был вынужден отойти к Василика, Салоники, где близ монастыря Святой Анастасии был обойдён с флангов превосходящими силами османов, но встал насмерть с 68 бойцами. Никто из повстанцев не вышел живым из этого боя. После этого, Паппас был вынужден отступить и окопаться на перешейке полуострова Кассандра, где 30 октября был атакован 14 000 турками. Несмотря на героическую оборону, Кассандра была взята и сожжена, гражданское население подверглось резне и порабощению. Сам Паппас укрылся в монастыре Эсфигмен.
После взятия Кассандры турки направились к Афону. Монахи были терроризированы и приступили к переговорам с турецким командующим Абдул Абуд-пашой, который потребовал не только признания повиновения, но и выдачу Паппаса. Совет игуменов 19 монастырей послал в Эсфигмен письмо, с требованием арестовать Паппаса и выдать его туркам, что согласно греческому историку Коккиносу являлось «позором, который не смоют все освящённые воды Святой Горы».
Паппас, преследуемый турками и гонимый монахами, был спасён идриотом капитаном Висвизисом, который сумел взять его на борт своего корабля и направится к острову Идра. Но после лишений, психологически подавленный, Паппас умер не дойдя до Идры от сердечного приступа и был похоронен на острове 5 декабря 1821 года с почестями генерала.
Поражение Паппаса, а затем подавление восстания на горе Олимп и разрушение западно-македонского города Науса в апреле 1822 г., ознаменовали конец революции в Македонии и других северных греческих землях, что ограничило регион Революции в основном Южной и Средней Грецией и Архипелагом. Однако борьба македонян занимает достойное место в истории Греческой революции, а сам Паппас был назван Героем греческой нации, на Первом Национальном Конгрессе, Эпидавр.

## Семья
Паппас был главой большого патриархального семейства, в котором в течение 22 лет родилось 11 детей — 8 сыновей и 3 дочери.
Многие из его сыновей приняли участие в Освободительной войне 1821—1829 гг., трое погибли:
- Афанасий (род. 1794) — обезглавлен в городе Халкида.
- Анастасий (род. 1796) — оборонял город Месолонгион (Вторая осада Месолонгиона, Третья осада Месолонгиона).
- Иоанн (род. 1798) — погиб сражаясь под командованием Папафлессаса (см.Битва при Маньяки).
- Нерандзис (род. 1801)
- Николаос (род. 1803) — погиб в Каматероне (Битва при Каматеро), сражаясь под командованием военачальника Георгиоса Караискакиса.
- Михаил (род. 1805)
- Георгий (род. 1807)
- Елена (род. 1809)
- Александр (род. 1811)
- Ефросинья (род. 1813)
- Константин (род. 1816)

## Память
- его родное село называется сегодня Эммануил Паппас
- статуя Паппаса работы скульптора Николаоса Перантикоса установлена на Площади Свободы города Серре
- 17 мая 1966 года его останки были перевезены с острова Идра и перезахоронены у пьедестала его статуи в городе Серре
- знамя командующего греческой революции в Македонии, поднятое в бою в Рентине 17 июня 1821 г., хранится в монастыре Эсфигмен, Афон
- в 1965 г. его земляк из Серре, композитор Христос Стаматиу, написал музыку к «Гимну Эммануила Паппаса», написанного раннее серрским поэтом Анастасиосом Галдемисом[7].